# Trachischium
Trachischium — рід змій родини полозових (Colubridae). Представники цього роду мешкають в Південній Азії.

## Поширення
Представники роду трапляються в гірських регіонах Бангладеш, Бутану, Китаю, Індії та Непалу.

## Опис
Змії з роду Trachischium демонструють такі ознаки: голова не відділена від шиї; очі маленькі, з вертикальними субеліптичними зіницями; ніздрі між двома маленькими назальними лусками; передфронтальні луски іноді об'єднані; тіло циліндричне; спинна луска гладка, формує 13-15 рядів, без верхівкових ямок; вентральні луски округлі; хвіст короткий; субкаудальні луски розділені; у верхній щелепі 18–20 зубів; задні нижньощелепні зуби коротші за передні; гіпапофізи розвиваються по всьому хребетному стовпу.

## Види
Рід Trachischium нараховує 7 видів:
- Trachischium apteii Bhosale, Gowande, & Mirza, 2019
- Trachischium fuscum (Blyth, 1854)
- Trachischium guentheri Boulenger, 1890
- Trachischium laeve Peracca(інші мови), 1904
- Trachischium monticola (Cantor(інші мови), 1839)
- Trachischium sushantai Raha, S. Das, Bag, Debnath & Pramanick, 2018
- Trachischium tenuiceps (Blyth, 1854)

## Етимологія
Наукова назва роду Trachischium походить від сполучення слів дав.-гр. τραχυς — грубий, жорсткий і ισχιον — бедро.